# Volkswagen Passat CC
Volkswagen Passat CC  − samochód osobowy klasy średniej produkowany pod niemiecką marką Volkswagen w latach 2008 – 2012 oraz jako Volkswagen CC w latach 2012 – 2016.

## Historia modelu

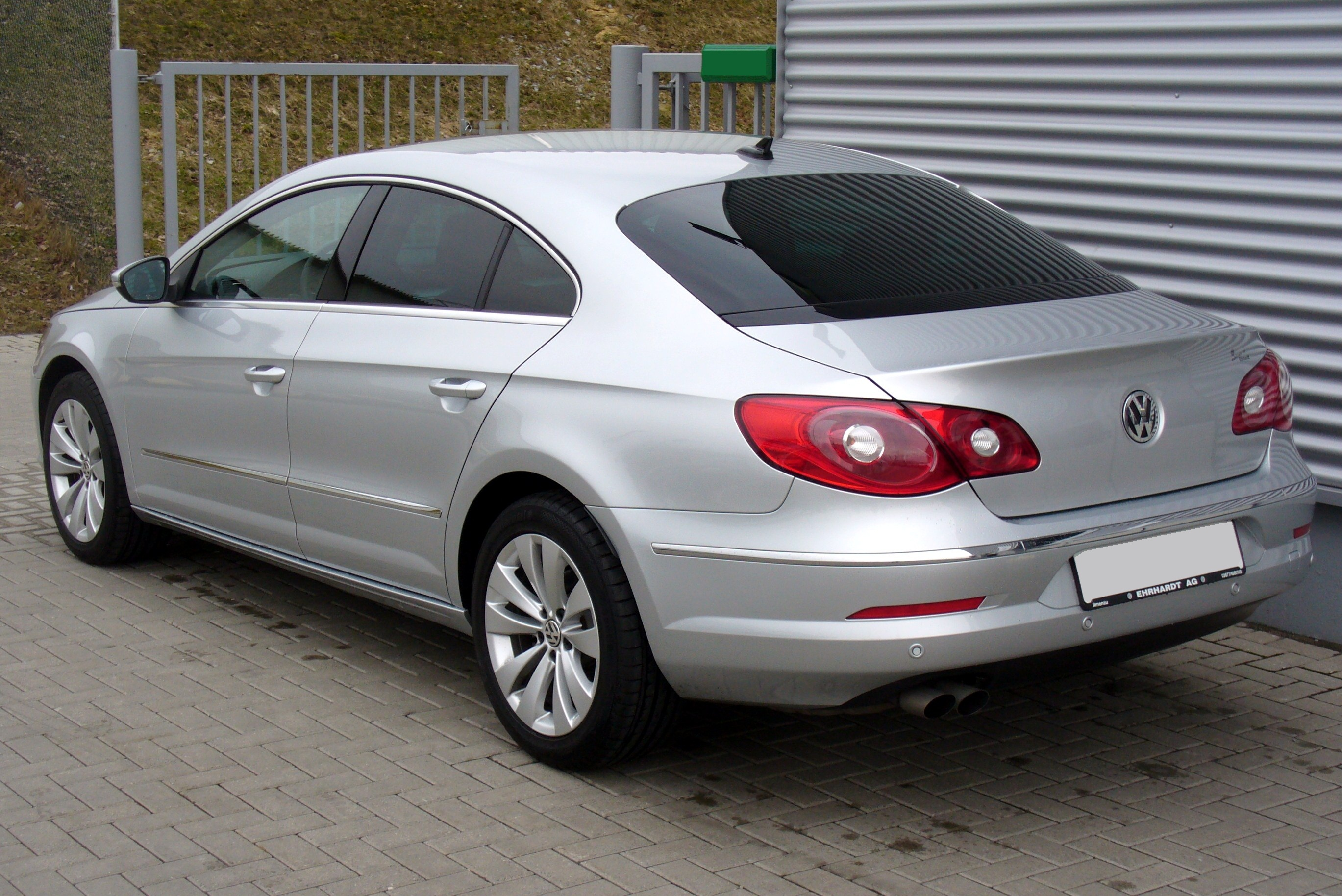
Volkswagen Passat CC - tył

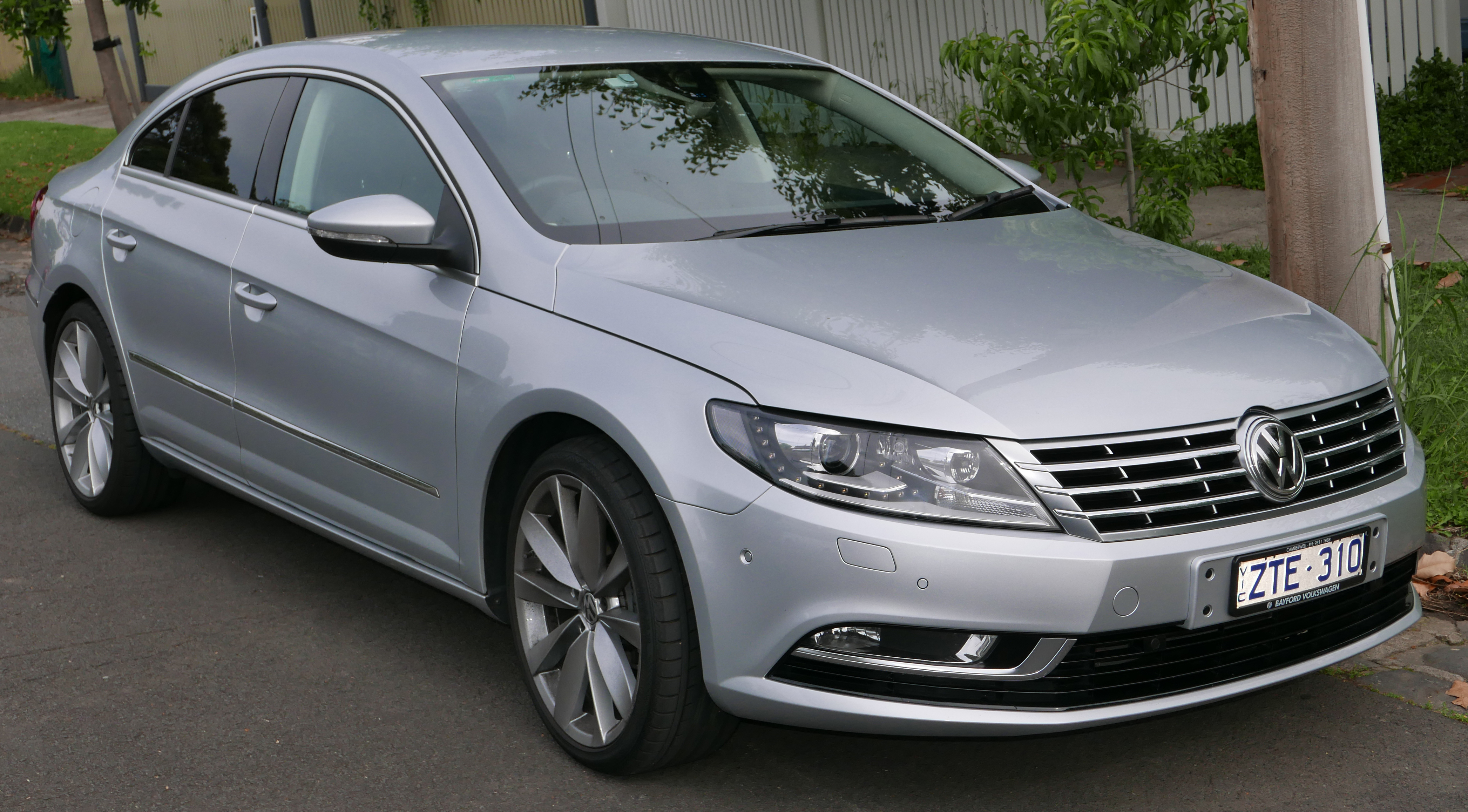
Volkswagen CC po liftingu

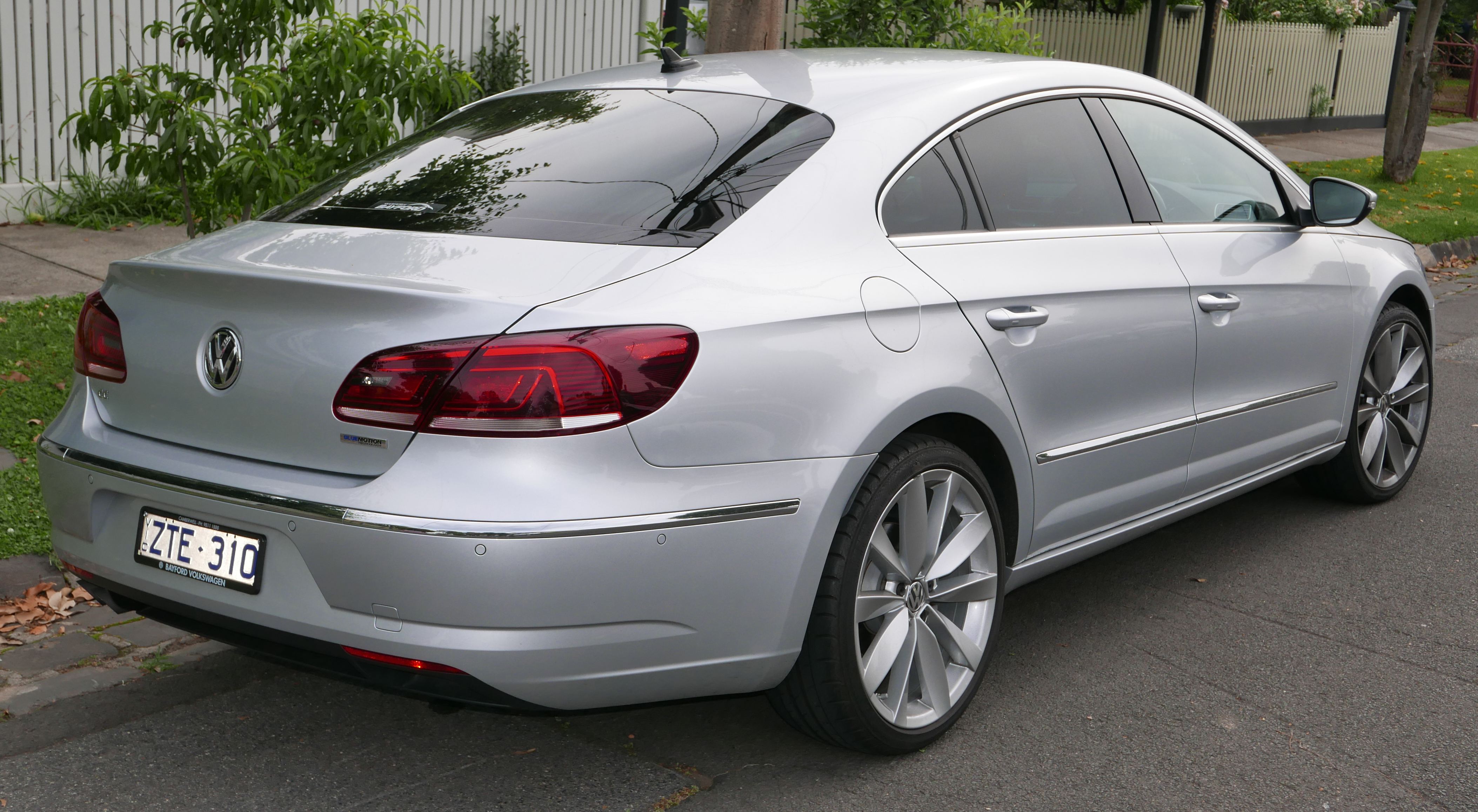
Volkswagen CC - tył po liftingu

Samochód został po raz pierwszy oficjalnie zaprezentowany podczas targów motoryzacyjnych w Detroit na początku 2008 roku. Pojazd został zbudowany jako bardziej luksusowa a zarazem sportowa wersja Passata B6. Zbudowany został na tej samej płycie podłogowej.
W listopadzie 2011 roku podczas targów motoryzacyjnych w Los Angeles zaprezentowana została wersja po face liftingu. Zmienione zostały m.in. przednie reflektory, które wyposażono w światła do jazdy dziennej wykonane w technologii LED, atrapa chłodnicy oraz światła przeciwmgłowe z chromowaną obwódką. Z tyłu pojazd otrzymał nowe lampy wykonane z diod LED oraz przeprojektowany zderzak. Przy okazji dodane zostały elektroniczne systemy bezpieczeństwa, m.in. system monitorujący poziom zmęczenia kierowcy, system dynamicznego oświetlenia, asystenta pasa ruchu oraz system rozpoznawania znaków drogowych.
W listopadzie 2016 roku kończąc produkcję modelu CC Volkswagen oficjalnie zapowiedział, iż następcą zostanie większy i zaprojektowany niezależnie i od podstaw model Arteon.

### Wersje wyposażeniowe
- R-Line
- Black Style (od 2015)

### Silniki
| Wersja                | Silnik:                                     | Układ zasilania:   | Średnica × skok tłoka: | St. sprężania:     | Moc maksymalna:                         | Maks. moment obrotowy           | 0-100 km/h:        | V-max:             |
| Silniki benzynowe:    | Silniki benzynowe:                          | Silniki benzynowe: | Silniki benzynowe:     | Silniki benzynowe: | Silniki benzynowe:                      | Silniki benzynowe:              | Silniki benzynowe: | Silniki benzynowe: |
| --------------------- | ------------------------------------------- | ------------------ | ---------------------- | ------------------ | --------------------------------------- | ------------------------------- | ------------------ | ------------------ |
| 1.4 TSI               | R4 1,4 l (1395 cm³), DOHC, turbo            | wtrysk             |                        |                    | 150 KM (110 kW) przy 5000–6000 obr./min | 250 N•m przy 1500–3500          | 8,9 s              | 218 km/h           |
| 1.4 TSI               | R4 1,4 l (1390 cm³), DOHC, turbo, sprężarka | wtrysk             | 82,50 mm x 82,10       | 8,7:1              | 160 KM (118 kW) przy 5500 obr./min      | 240 N•m przy 2000 obr./min      | 8,5 s              | 222 km/h           |
| 1.8 TSI               | R4 1,8 l (1798 cm³), DOHC, turbo            | wtrysk             | 82,50 mm × 84,20 mm    | 9,8:1              | 160 KM (118 kW) przy 4500-6200 obr./min | 250 N•m przy 1500-4200 obr./min | 8,3 s              | 231 km/h           |
| 2.0 TSI               | R4 2,0 l (1984 cm³), DOHC, turbo            | wtrysk             | 82,50 mm × 92,80 mm    | 10,3:1             | 200 KM (147 kW) przy 5100-6000 obr./min | 280 N•m przy 1700-5000 obr./min | 7,6 s              | 235 km/h           |
| 3.6 V6                | V6 3,6 l (3598 cm³), DOHC                   | wtrysk             | 89,00 mm × 96,40 mm    | 11,4:1             | 300 KM (220 kW) przy 6600 obr./min      | 350 N•m przy 2400-5300 obr./min | 5,6 s              | 250 km/h           |
| Silniki wysokoprężne: |                                             |                    |                        |                    |                                         |                                 |                    |                    |
| 1.6 TDI 155           | R4 1,6 l (1598 cm³), DOHC                   | wtrysk common rail | 79,50 × 80,50 mm       | 16,5:1             | 155 KM (114 kW) przy 4200 obr./min      | 300 N•m przy 2000-2500 obr./min | 9.7                | 220 km/h           |
| 2.0 TDI 140           | R4 2,0 l (1968 cm³), DOHC, turbo            | wtrysk common rail | 81,00 mm × 95,50 mm    | 16,5:1             | 140 KM (103 kW) przy 4000 obr./min      | 320 N•m przy 1750-2500 obr./min | 9.8                | 215 km/h           |
| 2.0 TDI 170           | R4 2,0 l (1968 cm³), DOHC, turbo            | wtrysk common rail | 81,00 mm × 95,50 mm    | 16,5:1             | 170 KM (125 kW) przy 4200 obr./min      | 350 N•m przy 1750-2600 obr./min | 8.6                | 220 km/h           |
| 2.0 TDI 177           | R4 2,0 l (1968 cm³), DOHC, turbo            | wtrysk common rail | 81,00 mm x 95,50 mm    | 16,5:1             | 177 KM (130KW) przy 4200 obr./min       | 380N•m / 1950 – 2500 obr./min.  | 8,5 s (8,4)        | 223 km/h           |
| 2.0 TDI 184           | R4 2,0 l (1968 cm³), DOHC, turbo            | wtrysk common rail | 81,00 mm x 95,50 mm    | 16,5:1             | 184KM (135KW) przy 4000obr./min         | 380N•m / 1950 – 2500 obr./min.  | 8.1 s              | 234 km/h           |